# 山腳 (苗栗縣)
山腳，是臺灣苗栗縣苑裡鎮的一個傳統地域名稱，位於該鎮中部。相較於今日行政區，其範圍大致包括山腳里南半部、石鎮里西北端的東北半部。

## 歷史
台灣清治末期至日治初期，山腳地區為一街庄，稱為「山腳庄」，隸屬於苗栗二堡。該庄北及東北與大埔庄為鄰，東南邊三面包圍石頭坑庄，南半葉東南邊為南勢林庄、社苓庄，西南邊及西邊為舊社庄。
1901年（日治明治三十四年）11月，該庄隸屬於苗栗廳。1909年（明治四十二年）10月，改隸屬於新竹廳。1920年（大正九年），該庄改制為「山腳」大字，隸屬於新竹州苗栗郡苑裡庄。1943年，苑裡庄升格為苑裡街。
戰後苑裡街改制為苑裡鎮，隸屬於苗栗縣，大字亦改制為里。

## 交通
縣道121號是通霄至日南的道路，大致以左右反置之L形經過山腳地區西北部邊界地帶，向北可繞經山區前往通霄，向西轉南可前往日南，最終與省道台1線會合。
縣道130號是苑裡至大湖八份的道路，大致以橫向轉西南—東北走向曲折經過本地區西北部，向西可前往苑裡市區，向東北轉東可前往三義、大湖八份連接省道台3線。
縣道121號、縣道130號經過本地區西北端邊界地帶時，一度共線。

## 教育
山腳有一所中學及一所小學，兩校校地皆有部份在山脚里內，但地址皆不屬山脚里。
山腳國小於1912年2月9日建校，當時名稱為苑裡公學校山腳分校。於1968年改為現名。地址位於舊社里10鄰47號。
校內設有幼稚園。另有一區日式宿舍建築群，為1937年至1941年間所建，現經整修後成為觀光景點。山腳國小的正門正前方即為致民國中的側門。
致民國中於1968年7月建校，地址位於舊社里9鄰96-1號。

## 廟宇
- 苑裡山腳慈護宮（媽祖廟）

## 景點
- 山腳公園